# Mace Windu
Mace Windu a Csillagok háborúja galaxisának egyik szereplője, a Galaktikus Köztársaság végnapjaiban működő jedi mester, a Jedi Tanács befolyásos tagja. Szerepét Samuel L. Jackson alakította az előzménytrilógiában.

## Cselekmény
|  | Alább a cselekmény részletei következnek! |

Legelőször az I. részben szerepel a Jedi Tanács főtemplom termében, amikor Qui-Gon Jinn mester hozta a Tanács elé a még gyermek Anakin Skywalkert, mondván hogy ő a Kiválasztott, és reménykedett abban, hogy a Jedi Tanács engedélyezi az oktatását, de többen, akárcsak Windu, erősen ellenezte, hisz túl idős volt hozzá.
Mikor Qui-Gon meghal Darth Maul, a zabraki Sith tanítvány fénykardja által, Skywalker tanítását mégis csak engedélyezik, de titokban Mace-nek nem tetszik ez.
Majd tíz év eltelésével később, a renegát Jedi, Dooku gróf tárgyalni készül a Köztársaságból kiszakadt kereskedelmi és technológiai vezetőkkel, felajánlva a teljhatalmat, feltéve ha csatlakoznak a Konföderációhoz. És ezután merényletet követ el a Coruscantra érkezett, Naboo-i szenátornő ellen, de csak az álcázott szenátor vesztette életét. Majd mikor az épben maradt valódi Amidala szenátornő tárgyal a Jedikkel és Palpatine kancellárral, Mace elgondolkodik hogy vajon tényleg Dooku követte-e el a merényletet.
Majd mikor felgyorsulnak az események, a Geonosis planétán kivégzésre ítélik Amidala szenátornőt, Obi-Wan mestert és Anakin Skywalkert, az Arénába felmentőseregként 212 Jedi érkezik a felszabadításukra, köztük Mace is, aki egy kisebb "konfliktusnál" megöli Jango Fettet, a hidegvérű fejvadászt. Majd szorult helyzetbe kerülnek a Jedik a túlerő miatt, amit a szuper harcidroidok okoztak.
De ekkor az Arénába vagy száz Köztársasági csapatszállító érkezik, bennük a klónhadsereggel és a parancsnokukkal, Yodával. Majd a geonosisi csatatéren háború tör ki, ahol Mace is vezet egy klónosztagot. Ezt a harcot a Jedik nyerték meg.
De később a Konföderáció újabb támadásokat indít, bevetve a köztársasági bolygókat. A Konföderációs seregek sorban igázzák le a rendszereket. Majd a Szenátusban is megnő a korrupció és a viszály, és még Palpatine kancellár viselkedése is torzul egy kicsit a Jedikkel. Újabb rendeleteket ad ki kérvényként, ezzel megnehezítve a Jedik dolgát.
Majd három év elteltével egyre nehezebb ügyük van a Jediknek. A Konföderáció mindenhol bevetést indít, és Palpatine nem kíván békét kötni, mondván, hogy az a megadással egyenlő, tehát a Jediknek folytatni kell a háborút amíg meg nem nyeri a Köztársaság. Időközben csak ritkulnak a Jedik sorai.
Palpatine és a Jedik közötti harc jelentősen növekedett. Mace azonban kijelentette, hogy vannak még a Jediknek barátai a Szenátusban.
Majd későbbi események után kiderül, hogy Palpatine kancellár a rejtélyes Sith Nagyúr, akit mindvégig kerestek. Mace Windu végül a letartóztatása mellett dönt, és három kiváló Jedit visz magával erre a célra, név szerint Agen Kolart, Seasee Tiint és Kit Fistót.
A kancellár elővette a fénykardját és sorban levágta Agen Kolart, Sasee Tiint és Kit Fistot. Mace bírta a legtovább a harcot, és meg is találta a Sith gyenge pontját, ugyanis kivezette a csúszós, esőverte ablakpárkányra. Ekkor feltűnt a csatadúlt irodában Anakin, aki megrökönyödve nézte, ahogy Mace Windu a védtelen Palpatine-ra szegezi fénykardját.
Aztán Palpatine beveti az Erő-villámjait, és a villámok sisteregve indulnak Mace felé, aki kivédi a támadást és így a villámok visszacsapódnak a támadóra. Palpatine arca megöregedik, bőre szétfolyik és haja megritkul. Palpatine ezután Anakinnak rimánkodik, hogy ne hagyja Windunak, hogy megölje őt. Anakin pedig Padmé iránt érzett szerelme miatt végül, mikor Windu már lesújtana fénykardjával Darth Sidiousra, levágja a kezét. Így Palpatine, kihasználva Windu sebezhetőségét, az Erő-villámokkal kirepíti Mace-t a párkányról, aki lezuhan. Így lép át a Sötétség kapuján Anakin, az Uralkodó ezután kereszteli el őt Darth Vader-nek, az új tanítványának.
Mace Windu kardstílusa a Vaapad, ami egy, a Sarapin holdjain őshonos százlábúhoz hasonlító lényról kapta a nevét. A stílus kaput nyit a sötétségre, így Windu a saját sötétségét használja a harcra. Ezért ametisztszínű a pengéje.
|  | Itt a vége a cselekmény részletezésének! |